# 詹維·卡浦爾
詹維·卡浦爾（英語：Janhvi Kapoor；1997年3月7日—），印度女演員，主要在寶萊塢電影出现。她是印度製片人博尼·卡浦爾和印度国宝级女演员詩麗黛瑋的女兒。
卡浦爾出生于印度演艺世家。除了父母以外，她的叔叔和表姐是演员安尼·卡浦爾和索娜姆·卡浦爾。她同父异母的哥哥阿葰·卡浦爾也是一名演员。她有一位妹妹Khushi和同父异母的姐姐Anshula。
她的出道作品是2018年上映的爱情电影《Dhadak》，对手演员Ishaan Khatter也是一名新人。虽然《Dhadak》得到很多负面的评价，但依然票房大卖。

## 外部連結
- 詹維·卡浦爾在互联网电影资料库（IMDb）上的資料（英文）
- 詹維·卡浦爾的Instagram帳戶